# Le Conseil du pipelet
Le Conseil du pipelet er en fransk stumfilm fra 1908 af Georges Méliès.